# Alder Lake
Alder Lake is de codenaam voor Intels microarchitectuur waarop de twaalfde generatie Core-processoren is gebaseerd. Alder Lake is de opvolger van Rocket Lake op desktop en Tiger Lake in laptops. Het zal de basis zijn voor processoren van Intel's twaalfde generatie in desktops en laptops, maar ook ultra-mobiele apparaten als tablets. De vlaggenschip-chips voor desktops zijn uitgebracht op 27 oktober 2021. De varianten voor laptops en andere apparaten waren toen al aangekondigd, op Intels 'architectural day'. Deze zullen echter pas uitkomen in het eerste kwartaal van 2022.

## Architectuur
Alder Lake is, afgezien van Lakefield, het eerste platform van Intel op de x86 instructieset met een big.LITTLE ontwerp. Dit ontwerp houdt in er in een processor verschillende soorten kernen zitten. 

### Golden Cove
De zogenaamde grote kern is fysiek groter dan de kleine, zo'n vier keer groter. Verder is hij sterker, maar ook veel minder energie-efficiënt. Het is gebouwd op Intel 7, een transistor die eerder '10nm enhanced Superfin' werd genoemd. Het is op moment van uitbrengen de snelste, meest krachtige processorkern op de markt. Er is ondersteuning voor Hyperthreading, wat inhoudt dat er per kern twee threads of logische kernen worden gerenderd. AVX-512 ontbreekt echter, om ruimte op de chip te besparen, hitte te compenseren en omdat het volgens Intel zelf 'niet nodig is voor consumenten', voor wie de chips bedoeld zijn. De codenaam voor de grote kern is 'Golden Cove', wat letterlijk vertaald 'gouden baai' betekent, maar verder geen specifieke betekenis heeft.

### Gracemont
De 'kleine kern' is, zoals eerder gezegd, vier keer zo klein als de grote kern. Deze is dan ook minder krachtig, door lagere IPC, cache, kloksnelheden en het ontbreken van Hyperthreading. De prestaties zijn ongeveer gelijk aan Skylake, want de basis is van vele generaties aan processoren van Intel op 14nm. Het is echter niet gebouwd op 14nm, maar net als Golden Cove, op Intel 7. Deze aanpassingen maken dat het een zeer zuinige kern is, die met gemak moderne achtergrondtaken kan uitvoeren.

### iGPU
De geïntegreerde grafische eenheid die ingebouwd zit in de meeste processoren gebaseerd op Intels Alder Lake, is een Xe-gebaseerde unit. Deze heeft op desktop maximaal 32 'Execution Units', en op laptops maximaal 96. Dit maakt de desktopvariant uiterst ongeschikt voor grafisch intense doeleinden, laptop is beter te doen. Het is verder gebaseerd op dezelfde architectuur als Xe in Rocket Lake en Tiger Lake, met een klein verschil. Waar Rocket Lake en Tiger Lake hun iGPU bouwden op 14nm en 10nm, is het hier gebouwd op Intel 7, net als Golden Cove en Gracemont. 
De iGPU van de vlaggenschip-desktopprocessoren dragen de naam 'Intel UHD 770 Graphics'. Deze configuratie heeft 256 kernen, 256 Shader Units en draait op een basiskloksnelheid van 300 MHz. De boost-snelheid is 1,45GHz, met optie tot overclocken.

### Codenamen
Alder Lake wordt op verschillende platformen beschikbaar. Hiervoor gelden iets andere codenamen. Zo is Alder Lake-S voor desktop, Alder Lake-P de snelste is voor laptops en Alder Lake-M is deels voor laptops en voor zeer zuinige apparaten die weinig stroom gebruiken. 

## Veranderingen tegenover voorganger

### Alder Lake-S tegenover Rocket Lake
- Tot 20% betere IPC
- Nieuw big.LITTLE ontwerp voor betere efficiëntie
  - Meer kernen
  - Lager energieverbruik
- Ondersteuning voor DDR5
  - Snelheden ondersteund tot 4800 MHz[3]
- Ondersteuning voor PCIe 5.0
  - Ondersteuning voor NVME en PCIe SSD's maximaal PCIe 4.0
- Gebouwd op Intel 7, ook wel bekend als 10nm Enhanced Superfin.
- Nieuwe stroomregelaar
- Nieuw socket: LGA 1700

### Alder Lake-P tegenover Tiger Lake
- Tot 20% betere IPC
- Nieuw big.LITTLE ontwerp voor betere efficiëntie
  - Meer kernen
  - Lager energieverbruik
  - Tot 100% snellere prestaties in multi-threaded taken.
- Ondersteuning voor DDR5 en LPDDR5.
- Gebouwd op Intel 7
- Nieuwe stroomregelaar

## Specificaties van Alder Lake-S
| Model                | Kernen groot+klein | Threads | Grafische processor | Gelanceerd    |
| -------------------- | ------------------ | ------- | ------------------- | ------------- |
| Intel Core i9-12900K | 8+8                | 24      | Intel Xe LP 32EU    | Oktober, 2021 |
| Intel Core i7-12700K | 8+4                | 20      | Intel Xe LP 32EU    | Oktober, 2021 |
| Intel Core i5-12600K | 6+4                | 16      | Intel Xe LP 32EU    | Oktober, 2021 |
| Intel Core i5-12400  | 6+0                | 12      | Intel Xe LP 24EU    | Oktober, 2021 |
| Intel Core i3-12300  | 4+0                | 8       | Intel Xe LP 24EU    | Q1, 2022      |
| Intel Core i3-12100  | 4+0                | 8       | Intel Xe LP 24EU    | Q1, 2022      |

## Sapphire Rapids
Golden Cove zal ook worden gebruikt in de serverindustrie. De codenaam zal hiervan niet Alder Lake zijn maar Sapphire Rapids. Deze verandering in codenaam zal vermoedelijk komen door het niet gebruiken van de kleine efficiënte Gracemont kernen. Golden Cove zal een IPC-boost hebben van ten minste 25% ten opzichte van Ice Lake, de voorganger van Sapphire Rapids. Daarnaast zal Sapphire Rapids het aantal kernen drastisch verhogen. Het maximum van Ice Lake is 40 kernen en 80 threads, Sapphire Rapids gaat naar 56 kernen en 112 threads. Een model met 60 kernen en 120 threads is mogelijk, maar nog niet officieel bevestigd.